# Teatr X

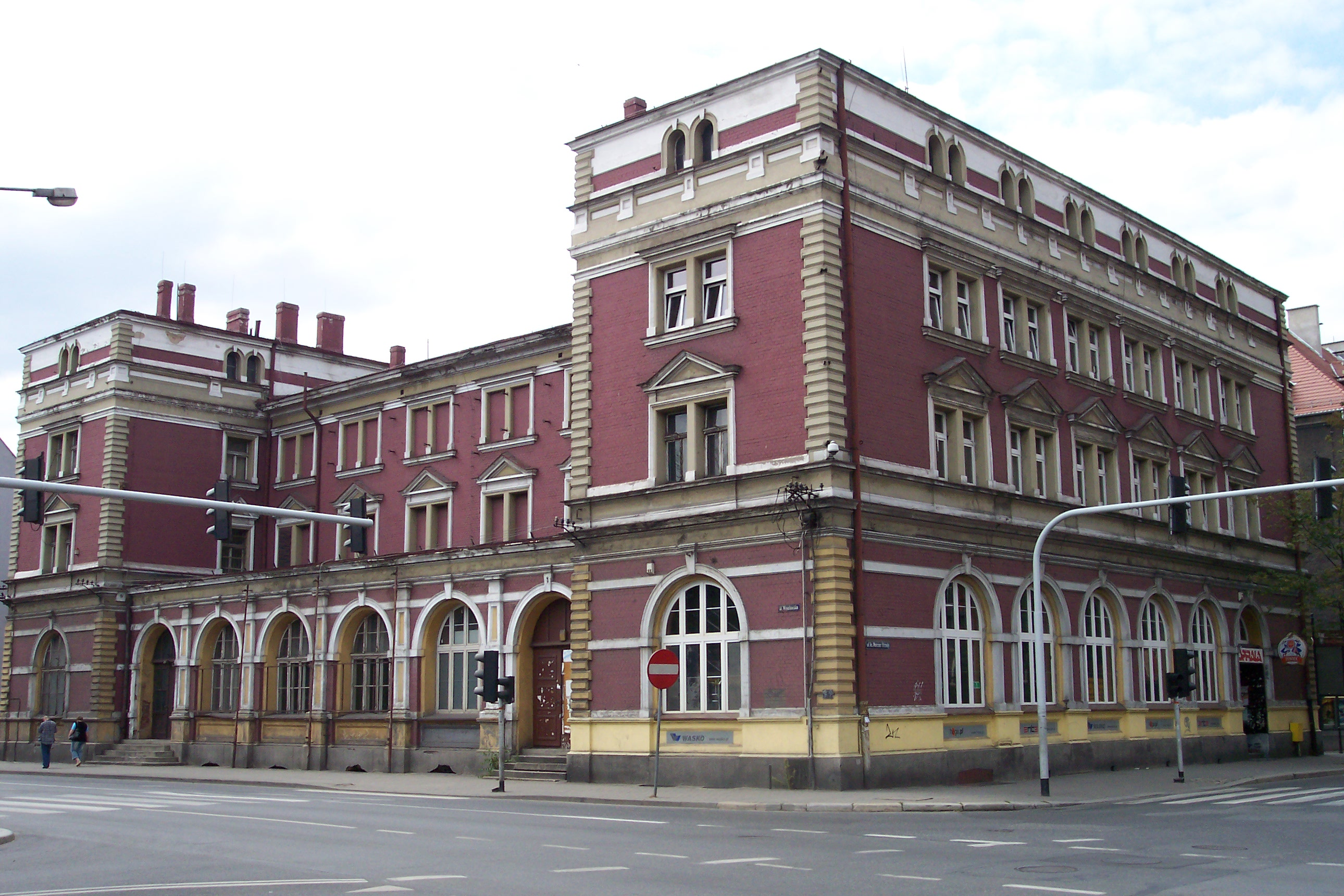
Das Teatr X

Das Teatr X ist ein Neorenaissance-Gebäude in Gliwice (Gleiwitz) an der ul. Wrocławska (Breslauer Straße) und ul. Marcina Strzody (ehem. Bielitzer Str.), gegenüber dem Plac Krakowski.

## Geschichte
Das Gebäude wurde vor 1890 erbaut und diente als Hotelbau und Gaststätte und hieß zunächst „Goldgrube“.
1900 wechselte der Besitzer des Hotels und im Gebäude wurde zusätzlich ein Theater eingerichtet. 1914 wechselte erneut der Besitzer und das Gasthaus wurde in „Vier Jahreszeiten“ umbenannt und die Innenräume neugestaltet.
1926 wurde das Hotelgewerbe eingestellt und das Gebäude weiterhin als Gaststätte genutzt.